# Pedro Roberto Silva Botelho
Pedro Roberto Silva Botelho, ismertebb nevén Pedro (Salvador, Brazília, 1989. december 14. –) brazil labdarúgó. Általában balhátvédként vagy középpályásként játszik.

## Külső hivatkozások
- (angolul) Profil a Sambafoot.co.uk-n
- (portugálul) zerozero.pt
- (portugálul) CBF
- (spanyolul) El Arsenal cede a Pedro Da Silva al Salamanca